# Крейтонский университет
Крейтонский университет (англ. Creighton University) — американский частный католический университет, руководимый иезуитами; находится в городе Омаха, штат Небраска.
Является одним из 28 учреждений-членов Ассоциации иезуитских колледжей и университетов США.

## История
Университет был основан как Крейтон-колледж (Creighton College) 2 сентября 1878 года благодаря дару Мэри Крейтон, которая в своем завещании указала, что школа будет создана в память о её муже, известном бизнесмене из Омахи Эдварде Крейтоне. Согласно завещанию для этого она выделила 200 000 долларов.
Под именем Крейтон-колледж учебное учреждение просуществовало до 1958 года, когда оно разделилось на Подготовительную школу Крейтона (частная иезуитская средняя школа для мальчиков) и современный Крейтонский университет.
В честь основательницы университета ежегодно присуждается «Премия Мэри Лукреции и Сары Эмили Крейтон» — она присуждается студентам, преподавателям и административному персоналу университета, которые создают условия, способствующие достижениям женщин, служащим образцом для подражания.

## Деятельность
В состав университета входят следующие академические подразделения:
- Колледж искусств и наук
- Бизнес-колледж
- Юридическая школа
- Колледж сестринского дела
- Стоматологическая школа
- Медицинская школа
- Школа фармацевтики и медицинских профессий
- Аспирантура
- Колледж профессиональных исследований
- Учебный корпус офицеров запаса

В 2018 году Крейтонский университет анонсировал о создание нового кампуса Phoenix Health Sciences, который открылся в 2021 году.
В университете функционируют студенческие братства: Beta Theta Pi, Phi Delta Theta, Sigma Alpha Epsilon, Sigma Phi Epsilon, Delta Chi и сестринства: Alpha Phi, Delta Delta Delta, Delta Zeta, Gamma Phi Beta, Kappa Kappa Gamma, Pi Beta Phi, Theta Phi Alpha.
Президентами Крейтонского университета были:
| - 1878—1880 − Roman A. Shaffel - 1880—1883 − Thomas H. Miles - 1883—1884 − Joseph Zealand - 1884—1885 − Hugh M. Finnegan - 1885—1889 − Michael P. Dowling - 1889—1891 − Thomas S. Fitzgerald - 1891—1895 − James F. X. Hoeffer - 1895—1898 − John N. X. Pahls - 1898—1908 − Michael P. Dowling | - 1908—1914 − Eugene A. Magevney - 1914—1919 − Francis X. McMenamy - 1919—1925 − John F. McCormick - 1925—1928 − William J. Grace - 1928—1931 − William H. Agnew - 1931—1937 − Patrick J. Mahan - 1937—1943 − Joseph P. Zuercher - 1943—1945 − Thomas S. Bowdern - 1945—1950 − William H. McCabe | - 1950—1962 − Carl M. Reinert - 1962—1969 − Henry W. Linn - 1970—1978 − Joseph J. Labaj - 1978—1981 − Matthew E. Creighton - 1981—2000 − Michael G. Morrison - 2000—2011 − Джон Шлегель - 2011—2015 − Тимоти Ланнон |

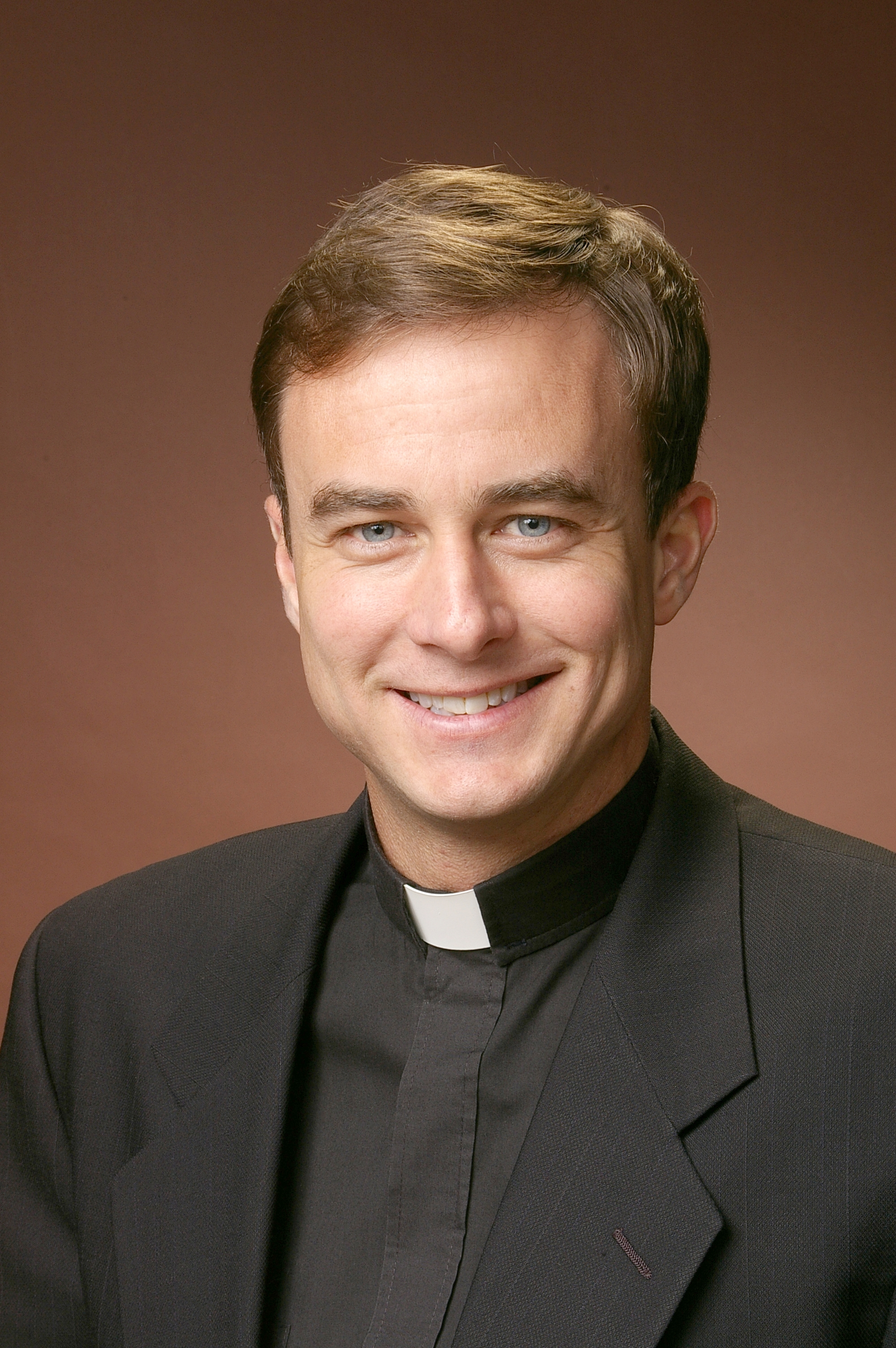
Дэниел Хендриксон

С 2015 года по настоящее время 25-м президентом является Дэниел Хендриксон.
Майкл Доулинг (Michael P. Dowling, 1851—1915) занимал пост президента дважды: в 1885—1889 и 1898—1908 годах.
В числе выпускников вуза многие известные личности США.
См.: выпускники Крейтонского университета.